# Arichanna transfasciata
Arichanna transfasciata là một loài bướm đêm trong họ Geometridae.